# Chiesa di Santa Maria delle Grazie al Porto
La chiesa di Santa Maria delle Grazie al Porto si trova a Foiano della Chiana, nel territorio della Val di Chiana, in Toscana.
Lo stesso titolo ci riporta alla sua origine: essa infatti nasce vicino all'antico e non più esistente Porto a Brolio, dal quale si poteva raggiungere la città di Castiglion Fiorentino. Varie leggende popolari su miracoli e grazie concesse dalla Madonna completano la spiegazione del nome. 
Oggi sorge fuori le mura medievali del comune di Foiano della Chiana, in via del Porto, a un chilometro di distanza; dipende dalla Collegiata dei Santi Martino e Leonardo ma è effettivamente di proprietà della Diocesi di Arezzo.

## Storia
Probabilmente fu costruita in seguito alla chiusura di Pieve Vecchia (situata dov'è l'attuale Cimitero), che venne chiusa nel 1563, anno in cui fu edificata la nuova collegiata entro le mura, alla quale fu trasferito il titolo di S. Martino.
Fu costruita dalla famiglia Pecci; una edicola posta a sinistra dell'ingresso, sotto il portico, lo attesta:
Nel 1923 la famiglia Budini-Gattai restaurò l'edificio, come si può leggere nella edicola posta all'esterno:
Durante la Liberazione l'edificio rischiò di ridursi in macerie: gli americani, per affrontare il nemico, scavarono una fossa a pochi passi dalla chiesa e la riempirono di esplosivo che però non venne fatto esplodere perché i tedeschi si erano già ritirati. 
Attualmente è di proprietà della Diocesi d'Arezzo e dipende dalla Collegiata di S. Martino. 

## Territorio
( Sauro Sorini, Valori storici e valori paesaggistici del territorio, Note di interpretazione del paesaggio della bonifica, Cortona, Editrice Grafica L'Etruria, 1994.)
Messer Antonio di Bettino Ricasoli nella seconda metà del XVI secolo rilevò che la palude della Chiana, nella sua prima picchettatura, era larga circa un miglio e mezzo (circa 2,5 km). 
Tale contesto storico-ambientale fece da cornice al tempio a cui oggi corrisponde la località Porto a Brolio, in Via del Porto, ad 1 km dal centro storico di Foiano; vicino al punto d'imbarco, il Porto, si partiva per attraversare la palude della Chiana, diretti verso la località di Brolio.Leonardo da Vinci fornisce la descrizione antica più significativa del territorio della Valdichiana, attraverso una serie di disegni eseguiti intorno al 1502 e conservati a Windsor 
( Sauro Sorini, Valori storici e valori paesaggistici del territorio, Note di interpretazione del paesaggio della bonifica, Cortona, Editrice Grafica L'Etruria, 1994.)
Il Porto di Foiano fu edificato dai fiorentini (come si evince da statuari cortonesi del 1325): solo con delle imbarcazioni, infatti, era possibile comunicare con i pur vicini borghi di Castiglion Aretino (oggi Castiglion Fiorentino) e Cortona. Le colline del Chiuso (tra Cortona, Valiano e Foiano), per la posizione strategica, erano in antico munite di castelli e dotate, sebbene rudimentalmente, di porti per l'approdo di barche in servizio sulla Chiana (fiume Clanis). Rimane oggi la denominazione de “Il Porto” a Farneta, a Cignano, Fasciano, Bettolle, Creti, Foiano e Cesa. In particolare, il porto di Farneta è dirimpettaio del Porto di Foiano della Chiana. Il territorio venne poi protagonista di un progetto di bonifica dal XVIII secolo che fu diretto da Vittorio Fossombroni.
L'oratorio, circondato da campi di seminato, è anche collocabile in quella che era l'antica strada romana (silicem), forse la Cassia Vetus, tesi affermabile a seguito dei molti ritrovamenti di pietre costituenti un antico selciato durante i secoli passati.
Oggi, inoltre, vicino ad esso si trova il Commonwealth War Cemetery di Foiano della Chiana, che ospita 256 caduti nella seconda Guerra Mondiale.

## Aspetto

### Esterno
L'edificio ad aula unica, di dimensioni modeste, presenta una architettura semplice ma armoniosa.
È preceduto da un profondo portico caratterizzato da cinque archi a tutto sesto in laterizio, tre in facciata e due laterali. Il portale d'ingresso e decorato da un timpano in pietra e affiancato da due basse aperture sopra le quali sono presenti due targhe: una che indica la data della consacrazione e l'altra la data del restauro. La tradizione vuole che la campana del piccolo campanile a vela dell'oratorio venga suonata tre quarti d'ora prima, mezz'ora prima e un quarto d'ora prima della celebrazione della festività per richiamare alla partecipazione quanti più fedeli della comunità.

### Interno
L'interno, coperto da un tetto a capanna, presenta tre altari: il maggiore e due laterali. Sull'altare maggiore è collocato un affresco raffigurante la Vergine con il Bambino, mentre sull'altare di sinistra si trova una tela raffigurante la Sacra Famiglia con Giuseppe al centro con in braccio il bambino, la Madonna a sinistra seduta sul letto, un angelo a destra con in mano un bastone fiorito da ricollegarsi alla miracolosa scelta di Giuseppe come consorte di Maria. Sull'altare di destra infine si trova una tela raffigurante al centro una santa circondata da due santi a sinistra (forse Sant'Antonio Abate e San Francesco) e un apostolo a destra.
La cappella contiene numerose altre opere devozionali tra cui due stendardi processionali, uno più antico e una più recente che viene attualmente utilizzato per la processione; troviamo poi reliquie e libri di soggetto religioso risalenti al XVIII secolo.

## Comunità
Quando la comunità era più numerosa, vi si organizzavano numerose attività all'aperto come gare in bici, la "pentolaccia", picnic, presepi viventi e cinema a cielo aperto. La comunità della zona del Porto appare ancora affezionata alla chiesetta: lo dimostrano gli sforzi per continuare ad officiarvi funzioni e cerimonie. La celebrazione più significativa si ha l'8 settembre in occasione della Natività della Vergine. La festa religiosa popolare si è semplificata con una processione e una messa. La cappella viene aperta anche nel mese maggio per le celebrazioni della Madonna, durante la Quaresima e le festività pasquali.

## Monumenti vicini
- La chiesa si trova al centro tra il Commonwealth War Cemetery di Foiano della Chiana e il Cimitero Comunale; poco lontano si trova il sentiero della bonifica che segue il canale Maestro della Chiana